# Tania Elías Calles
Tania Elías Calles Wolf (Ciudad de México, 17 de abril de 1979) es una velerista mexicana del Club Náutico Avándaro y entrenadora. Dirige la Comisión Nacional de Cultura Física y Deporte (CONADE).

## Trayectoria
A los 7 años se inició en el deporte de la vela, tomando clases en el Valle de Bravo. Al año siguiente participó de una competencia en ese mismo lugar, y a los 12 años tomó parte en por primera vez en una competencia internacional, en Cancún.
En 1999 obtuvo la medalla de bronce en los Juegos Panamericanos de Winnipeg. Participó en la clase Europa en los Juegos Olímpicos de Sídney 2000. Dos años después, participó en los XIX Juegos Centroamericanos y del Caribe, en donde obtuvo la medalla de oro. Durante los Juegos Panamericanos de 2003 logró la medalla de oro en la clase Europa. Participó en los Juegos Olímpicos de Atenas 2004, terminando en duodécimo lugar. 
En 2005, Elías Calles obtuvo la medalla de bronce en el Campeonato Mundial de Europe y, con apenas un mes de diferencia, la medalla de bronce en el Campeonato Mundial Femenino de Laser Radial de 2006; así como la medalla de oro en los XX Juegos Centroamericanos y del Caribe. 
En el Campeonato Mundial de Vela Olímpica de 2007 obtuvo plaza para los Juegos Olímpicos de Pekín 2008 y, también en 2007, la medalla de plata en los Juegos Panamericanos de 2007, en la clase Láser Radial.
En 2010 estableció un Récord Guinness Mundial al haber recorrido la distancia más larga sin asistencia en un velero dinghy (4 m de largo), esto para buscar los patrocinios necesarios para su preparación a los Juegos Olímpicos de Londres 2012. Durante el mundial del 2011, Elías Calles logró su pase a Londres 2012, donde obtuvo el décimo puesto.
En 2013 anunció que se retiraría de las competencias. Sin embargo, continuó ligada a la actividad deportiva. Elías Calles fue entrenadora de veleristas como Mariana Aguilar Chávez-Peón, Cristina Aguilar o Yanic Gentry.
Miembro de la comisión de atletas de la Agencia mundial Antidopaje desde 2012 y representante de los atletas de alto rendimiento en el comité de Antidopaje Nacional en 2014. Escritora y autora de su autobiografía, "El Desafío, en busca de la gloria Olímpica", 2013.
Elías Calles fue elegida en 2019 para ser parte de la primera Comisión de Atletas de Panam Sailing.
Es bisnieta del general Plutarco Elías Calles.